# Bifaxariidae
Bifaxariidae zijn een familie van mosdiertjes uit de orde Cheilostomatida en de klasse van de Gymnolaemata.

## Geslachten
- Aberrodomus Gordon, 1988
- Bifaxaria Busk, 1884
- Diplonotos Canu & Bassler, 1930
- Domosclerus Gordon, 1988
- Raxifabia Gordon, 1988